# Lars Magnusson (komiker)
Lars Magnusson, född 24 juli 1957 i Stockholm, är en svensk komiker. Han har bland annat medverkat fyra gånger i SVT:s Släng dig i brunnen. Magnussons favoritkomiker är Eddie Izzard.